# 索波特鄉 (多爾日縣)
44°25′N 23°30′E / 44.417°N 23.500°E
索波特鄉（羅馬尼亞語：Comuna Sopot, Dolj），是羅馬尼亞的鄉份，位於該國西南部，由多爾日縣負責管轄，面積55平方公里，海拔高度153米，2007年人口1,817，人口密度每平方公里33人。